# Mark Stevens (Schauspieler)
Mark Stevens (eigentlich Richard William Stevens, * 13. September 1916 in Cleveland, Ohio; † 15. September 1994 in Majores, Spanien) war ein US-amerikanischer Schauspieler und Filmregisseur.

## Leben
Nach ersten beruflichen Erfahrungen als Radiosprecher und einem begonnenen Kunststudium (er wollte Maler werden) erhielt Stevens 1943 einen Studiovertrag bei Warner Brothers. Seine ersten Nebenrollen bestritt er als Stephen Richards; dann legte er sich auf seinen bekannteren Namen fest. Anfänglich in einigen Filmen der noir-Serie eingesetzt, war er aber auch in Musicals und später Western zu sehen. Als seine Leinwandkarriere stagnierte, war er von 1954 bis 1956 in der Serie Big Town im Fernsehen zu sehen, die er auch produzierte; in diesem Medium engagierte er sich auch in den folgenden Jahren häufig. 1953 hatte er am Broadway in „Mid-Summer“ gespielt.
Seit Mitte der 1960er Jahre lebte Stevens in Spanien und nahm seltener Rollenangebote wahr; bis 1966 in europäisch produzierten Spielfilmen, seit den frühen 1980er Jahren nach Jahren der Pause wieder Gastrollen in amerikanischen Fernsehserien. Gelegentlich führte Stevens auch in Filmen Regie, in denen er die Hauptrolle innehat.

## Filmografie (Auswahl)

### Als Schauspieler
- 1943: Bestimmung Tokio (Destination Tokyo)
- 1944: Fahrkarte nach Marseille (Passage to Marseille)
- 1944: Hollywood Canteen
- 1945: Der Held von Burma (Objective, Burma!)
- 1945: Rhapsodie in Blau (Rhapsody in Blue)
- 1945: Pride of the Marines
- 1946: Morgen und alle Tage (From This Day Forward)
- 1946: Feind im Dunkel (The Dark Corner)
- 1948: Straße ohne Namen (The Street with No Name)
- 1948: Die Schlangengrube (The Snake Pit)
- 1949: Sand
- 1949: Dancing in the Dark
- 1949: Der Schlagerkönig (Oh, You Beautiful Doll)
- 1950: Drei Männer für Alison (Please Believe Me)
- 1950: Zwischen Mitternacht und Morgen (Between Midnight and Dawn)
- 1952: Meuterei auf dem Piratenschiff (Mutiny)
- 1952: Teufelskerle des Ozeans (Torpedo Alley)
- 1953: Jack Slade – Der Revolverheld von Colorado (Jack Slade)
- 1953–1954: Martin Kane, Private Eye (Fernsehserie, mind. 6 Folgen)
- 1954: Das Narbengesicht (Cry Vengeance)
- 1954–1956: Big Town (Fernsehserie, 81 Folgen)
- 1956: Auf den Schienen zur Hölle (Time Table)
- 1957: Von allen Hunden gehetzt (Gunsight Ridge)
- 1958: Die Faust des Satans (Gun Fever)
- 1958: Jonny schießt nur links (Gunsmoke in Tucson)
- 1960: Der Schatz der Balearen (September Storm)
- 1962: Tausend Meilen Staub (Rawhide) (Fernsehserie, Folge 5x01)
- 1964: Bezwinger des Todes (Fate is the Hunter)
- 1964: Der Fall X 701
- 1965: Vergeltung in Catano (Tierra De Fuego)
- 1968: España otra vez
- 1972: La furia del Hombre Lobo
- 1975: Kojak – Einsatz in Manhattan (Kojak, Fernsehserie, Folge 2x24)
- 1976: Die knallharten Fünf (S.W.A.T., Fernsehserie, Folge 2x19)
- 1986: Mord ist ihr Hobby (Murder, She Wrote, Fernsehserie, Folge 3x09)
- 1987: Simon & Simon (Fernsehserie, Folge 6x14 Je oller – je doller)
- 1987: Agentin mit Herz (Scarecrow and Mrs. King, Fernsehserie, Folge 4x18)
- 1987: Magnum (Magnum, P.I., Fernsehserie, Folge 7x19 Reich, berühmt und einsam)
- 1987: Privatdetektiv Harry McGraw (The Law and Harry Mcgraw, Fernsehserie, Folge 1x03)

### Als Regisseur
- 1954: Narbengesicht (Cry Vengeance)
- 1956: Auf den Schienen zur Hölle (Timetable)
- 1958: Faust des Satans (Gun Fever)
- 1965: Vergeltung in Catano (Tierra de fuego) (auch Drehbuch und Darsteller)